# José Sanfilippo
José Francisco Sanfilippo (Buenos Aires, 4 de mayo de 1935) es un exjugador de fútbol argentino. En la Argentina jugó en los equipos San Lorenzo de Almagro, Boca Juniors y  Banfield, consagrándose el máximo goleador del torneo en cuatro oportunidades. Es el máximo goleador de la historia de San Lorenzo de Almagro con 207 goles en 265 partidos. Él declara haber hecho 440 goles en su carrera.

## Trayectoria
Apodado El Nene, surgió de las inferiores de  San Lorenzo, con el que debutó el 15 de noviembre de 1953 contra Newell's Old Boys en Rosario. A la semana siguiente convirtió dos goles en El Gasómetro en la goleada 4-0 a Banfield. En 1954 volvió a la reserva, pero en 1955 consiguió hacerse un lugar entre los once titulares, convirtiendo 15 goles en esa temporada.
En 1957 integró la Selección Argentina que ese año conquistó el Campeonato Sudamericano, siendo suplente de  Omar Sívori. Su debut en la selección fue el 9 de abril de 1957, en la victoria como visitante sobre Perú por 4 a 1. También integró el plantel que disputó la Copa del Mundo de 1958 en Suecia.
En 1959 consiguió el Campeonato Argentino con San Lorenzo, y además se coronó como goleador por segunda vez consecutiva. En 1962 formó parte de la selección que disputó el Mundial de Chile, pero que no consiguió pasar la primera ronda.
En 1963 su pase fue comprado por Boca Juniors, con el que llegó a la final de la Copa Libertadores de ese año, perdiendo contra el Santos de Pelé. Por problemas con los dirigentes fue transferido a Nacional de Montevideo. Antes de esto -siendo tal vez causa de lo anteriormente dicho- provocó un serio incidente al propinarle, mientras estaba en la banca de suplentes, un cachetazo al DT de Boca Juniors. En Nacional convirtió 16 goles en 17 encuentros hasta que en un amistoso contra el Vasco da Gama sufrió la fractura de tibia y peroné.
En 1966 pasó a formar parte del plantel de  Banfield, en donde permaneció dos temporadas. Luego fue transferido al Bangú de Río de Janeiro, en el que permaneció poco tiempo, ya que fue cedido al Esporte Clube Bahia en 1968. y en el mismo año rescindió su contrato con el Bangú para firmar contrato de un año con el Bahia. Militó por los tricolores de Brasil hasta 1972. Con este último club, que lo había admirado -y sufrido- en la primera edición de la Copa Libertadores, consiguió los Campeonatos Baianos de 1970 y 1971.
En 1972 volvió a San Lorenzo, dirigido en ese entonces por Juan Carlos Lorenzo. En el Torneo Metropolitano jugó ocho partidos, convirtiendo igual cantidad de goles, y pudo consagrarse campeón. En el Torneo Nacional de ese mismo año jugó diez partidos y se retiró del fútbol ganando otro campeonato. 
El 17 de noviembre de 1972, Sanfilippo formó parte —junto a dirigentes políticos, artistas y deportistas— de la tripulación que escoltó a Juan Domingo Perón en su vuelo de regreso a la Argentina, tras diecisiete años de proscripción.
En 1976 debutó como director técnico, dirigiendo a la primera división del Club Atlético Vélez Sarsfield.
El "Nene" jugó 3 partidos en el Banfield de San Pedro, convocando una multitud en cada presentación, fue en el Torneo Preparación de 1977 de la Liga local con victoria 5-0 a Independencia y derrotas 3-1 en Doyle y 3-1 en Pérez Millán.
En 1978, convocado por Oscar Rossi, excompañero suyo en San Lorenzo y por entonces DT del Club Atlético San Miguel, volvió a jugar oficialmente en la Primera D para ese club. Según el periodista deportivo Juan Carlutti, Sanfilippo convirtió el primer gol oficial de San Miguel ante Ituzaingó en la primera fecha de Primera "D" de 1978. El encuentro, que finalizó 1 a 1, se disputó en la cancha de Ituzaingó y fue la presentación de San Miguel en torneos de AFA.

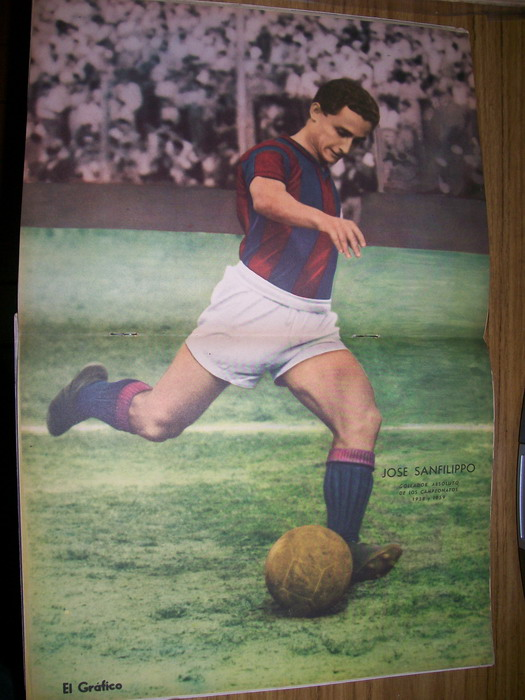
José Sanfilippo en 1960.

En febrero de 2010, asumió como entrenador de delanteros en San Lorenzo de Almagro. Luego fue contratado como director técnico del Deportivo La Punta de la Provincia de San Luis.

### Participaciones con la selección argentina
| Torneo                         | Sede         | Resultado    | Partidos | Goles |
| ------------------------------ | ------------ | ------------ | -------- | ----- |
| Copa América 1957              | Perú         | Campeón      | 4        | 1     |
| Eliminatoria 1958              | Ida y vuelta | Clasificado  | 1        | 0     |
| Copa Mundial de Fútbol de 1958 | Suecia       | Primera fase | 0        | 0     |
| Copa América 1959              | Ecuador      | Subcampeón   | 4        | 6     |
| Eliminatoria 1962              | Ida y vuelta | Clasificado  | 2        | 3     |
| Copa Mundial de Fútbol de 1962 | Chile        | Primera fase | 2        | 1     |

### Estadísticas

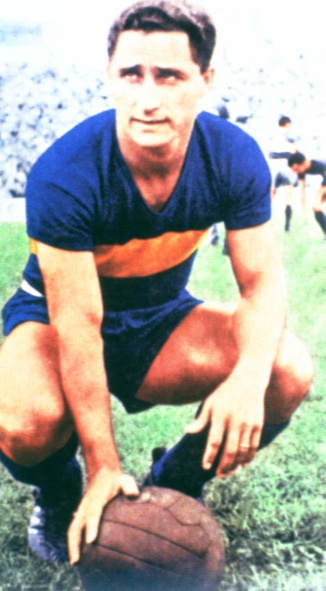
José Sanfilippo en 1963 con Boca.

| Equipo              | País      | Año       | Partidos | Goles | Promedio |
| ------------------- | --------- | --------- | -------- | ----- | -------- |
| San Lorenzo         | Argentina | 1953-1962 | 255      | 197   | 0.77     |
| Boca Juniors        | Argentina | 1963      | 28       | 14    | 0.50     |
| Nacional            | Uruguay   | 1964-1965 | 21       | 25    | 1.19     |
| Banfield            | Argentina | 1966-1967 | 50       | 19    | 0.38     |
| Bangu               | Brasil    | 1968      | 14       | 7     | 0.5      |
| Bahia               | Brasil    | 1968-1971 | 71       | 48    | 0.68     |
| San Lorenzo         | Argentina | 1972      | 8        | 8     | 1.00     |
| Selección Argentina | Argentina | 1957-1962 | 29       | 18    | 0.72     |
| Total               | Total     | Total     | 484      | 344   | 0.71     |

## Títulos

### Campeonatos regionales
| Título            | Club  | País   | Año  |
| ----------------- | ----- | ------ | ---- |
| Campeonato Baiano | Bahia | Brasil | 1970 |
| Campeonato Baiano | Bahia | Brasil | 1971 |

### Campeonatos nacionales
| Título              | Club        | País      | Año    |
| ------------------- | ----------- | --------- | ------ |
| Primera División    | San Lorenzo | Argentina | 1959   |
| Torneo Cuadrangular | Nacional    | Uruguay   | 1964   |
| Primera División    | San Lorenzo | Argentina | M-1972 |
| Primera División    | San Lorenzo | Argentina | N-1972 |

### Campeonatos internacionales
| Título                      | Club                | País   | Año  |
| --------------------------- | ------------------- | ------ | ---- |
| Oro en Juegos Panamericanos | Selección Argentina | Brasil | 1955 |
| Copa América                | Selección Argentina | Perú   | 1957 |

### Distinciones individuales
| Distinción                                                       | Año  |
| ---------------------------------------------------------------- | ---- |
| Goleador de los Juegos Panamericanos                             | 1955 |
| Goleador de la Primera División de Argentina                     | 1958 |
| Goleador de la Primera División de Argentina                     | 1959 |
| Goleador de la Copa América                                      | 1959 |
| Goleador de la Primera División de Argentina                     | 1960 |
| Goleador de la Primera División de Argentina                     | 1961 |
| Décimo jugador con más goles en la Selección Argentina           | 1962 |
| Goleador de la Copa Libertadores de América                      | 1963 |
| Máximo goleador del Clásico Porteño                              | 1972 |
| Personalidad Destacada del Deporte por la Ciudad de Buenos Aires | 2016 |